# The Brothers Johnson
The Brothers Johnson is een voormalige Amerikaanse band rond de broers George (gitaar/zang) en Louis Johnson (bas/zang).
De band werd in 1975 opgericht nadat de broers met onder meer hadden samengewerkt met Billy Preston, Bobby Womack en Quincy Jones die ook hun platen produceerde. Hun grootste hits scoorden ze met Strawberry Letter 23 (oorspronkelijk een liedje van Shuggie Otis) en Stomp!. Van 1982 tot 1984 ging de groep tijdelijk uit elkaar, mede omdat de broers veelgevraagde muzikanten waren geworden. Daarna verschenen er nog twee albums; Out of Control en Kickin' wisten geen van beiden de vorige successen te evenaren.
Quincy Jones bracht in 1989 het album Back On The Block uit, met daarop coverversies van de debuutsingle I'll Be Good To You (hier vertolkt door Ray Charles en Chaka Khan) en het van oorsprong instrumentale Tomorrow (B-kantje van Get The Funk Out Of Ma Face); beiden werden hits. De broers kwamen daarna nog enkele keren bij elkaar, en waren verder bezig met solocarrières. Louis Johnson bracht al in 1981 een soloalbum uit met gospelnummers; vier jaar later werkte hij aan de opvolger die - een single daargelaten - op de planken bleef liggen. Verder profileerde hij zich als basleraar om op 21 mei 2015 op 60-jarige leeftijd te overlijden.  George Johnson bracht eveneens een soloalbum uit en formeerde een eigen band.

## Discografie

### Albums
- 1976 - Look Out for#1
- 1977 - Right On Time
- 1978 - Blam!
- 1980 - Light Up the Night
- 1981 - Winners
- 1982 - Blast!
- 1984 - Out of Control
- 1988 - Kickin'
- 2004 - Strawberry Letter 23: Live

### Singles
- 1976 - I'll Be Good to You
- 1976 - Get The Funk Out Ma Face
- 1976 - Free and Single
- 1977 - Strawberry Letter 23
- 1977 - Runnin' For Your Lovin
- 1977 - Love Is
- 1978 - Ride-O-Rocket
- 1978 - Ain't We Funkin' Now
- 1980 - Stomp!
- 1980 - Light Up The Night
- 1980 - Treasure
- 1981 - The Real Thing
- 1981 - Dancin' Free
- 1981 - Have You Heard The Word
- 1982 - Welcome To The Club
- 1982 - I'm Giving You All Of My Love
- 1984 - You Keep Me Coming Back
- 1985 - Back Against The Wall
- 1985 - Kinky"
- 1988 - Kick It To The Curb
- 1988 - Party Avenue